# Косвенный переход
Косвенный переход (от англ. indirect branch, также используются термины computed jump (вычисляемый переход), indirect jump (непрямой переход) и register-indirect jump (регистро-косвенный переход)) — в программировании команда продолжить выполнение инструкций с заданной позиции в коде, где адрес позиции не определён в коде заранее, а вычисляется в ходе выполнения программы.
В данном случае в качестве примера можно привести команду вида 'косвенный переход по регистру r1', что означает, что следующая инструкция для выполнения находится по адресу, хранящемуся в регистре r1. Адрес перехода неизвестен, пока инструкция не будет выполнена. Косвенные переходы так же могут зависеть от местонахождения в памяти.
Косвенный переход может весьма пригодиться для выполнения условного перехода, особенно это касается многовариантных переходов. К примеру, исходя из введённых в программу данных, значение может искаться в таблице переходов указателей кода для обработки различных вариантов в зависимости от значения данных.
Значение данных может добавляться к адресу таблицы, а результат сохраняться в регистре. Косвенный переход может быть выполнен исходя из значения этого регистра, эффективно соотнося программный контроль с кодом, соответствующим введённым данным.
Схожим образом инструкции вызова подпрограммы могут быть косвенными с адресом вызываемой подпрограммы, указанным в регистре или ячейке памяти.

## Примеры наассемблере
| SPARC:      | jmpl %o7           |
| MIPS:       | jr $ra             |
| X86:        | jmp *%eax          |
| ARM:        | mov pc, r2         |
| Itanium:    | br.ret.sptk.few rp |
| 6502:       | jmp ($0DEA)        |
| 65C816:     | jsr ($0DEA,X)      |
| Z80:        | jp (hl)            |
| Intel 8080: | pchl               |